# Maakurathu
Maakurathu is een van de bewoonde eilanden van het Raa-atol behorende tot de Maldiven.

## Demografie
Maakurathu telt (stand maart 2007) 532 vrouwen en 581 mannen.